# بیاووویژا
بیاووویژا (به لهستانی:  Białowieża) یک روستا در لهستان است که در گمینا بیاووویژا واقع شده‌است. بیاووویژا ۲٬۶۷۰ نفر جمعیت دارد.